# Stepànkovo (Mélenki)
|  | Per a altres significats, vegeu «Stepànkovo». |

Stepànkovo (en rus: Степаньково) és un poble de l'óblast de Vladímir, a Rússia, segons el cens del 2010 tenia 59 habitants. Pertany al districte municipal de Mélenki.